# Geomyersia glabra
Espèce
Statut de conservation UICN

 NT  : Quasi menacé
Geomyersia glabra est une espèce de sauriens de la famille des Scincidae.

## Répartition
Cette espèce se rencontre :
- sur l'île de Bougainville en Papouasie-Nouvelle-Guinée ;
- dans les îles Nggela Sule et Nggela Pile aux Salomon.

## Publication originale
- Greer & Parker, 1968 : Geomyersia glabra, a new genus and species of scincid lizard from Bougainville, Solomon Islands with comments on the relationship of some lygosomine genera. Breviora, no 302, p. 1-17 (texte intégral).